# Alluaudomyia congolensis
Alluaudomyia congolensis är en tvåvingeart som beskrevs av Meillon 1939. Alluaudomyia congolensis ingår i släktet Alluaudomyia och familjen svidknott. Inga underarter finns listade i Catalogue of Life.